# Mykhailo Oleksiyovych Burmystenko
Mykhailo Oleksiyovych Burmystenko (tiếng Ukraina: Михайло Олексійович Бурмистенко; 22 tháng 11 năm 1902 - 20 tháng 9 năm 1941), hoặc Mikhail Alekseyevich Burmistenko (tiếng Nga: Михаи́л Алексе́евич Бурми́стенко) trong tiếng Nga, là một chính khách người Ukraina và Liên Xô, từng là Chủ tịch Xô viết tối cao Lực lượng SSR từ năm 1938 đến năm 1941. Ông hy sinh trong trận Kiev năm 1941, trên cương vị lãnh đạo chính trị của Phương diện quân Tây Nam trong Chiến tranh Vệ quốc vĩ đại.

## Cuộc đời
Burmystenko sinh năm 1902 tại làng Aleksandrovka, Saratov Governorate, Nga thuộc châu Âu, trong một nga đình nông dân.
Năm 1912, ông tốt nghiệp trường dòng ở Semirichen Oblast, Turkestan thuộc Nga, đến năm 1918, ông tốt nghiệp bậc 2 trường dạy nghề ở Morshansk, tỉnh Tambov. Ông gia nhập Komsomol trong cùng năm và gia nhập CPSU một năm sau đó.
Giai đoạn 1919–1922, ông là một viên chức trong chính quyền Xô viết tại Morshansk.
Từ tháng 10 năm 1922 đến tháng 9 năm 1923, ông là một lãnh đạo Khu ủy Komsomol của Cộng đồng Lao động Đức Volga. Tháng 9 - tháng 10 năm 1923, ông là sinh viên Đại học Cộng sản, Petrograd.
Từ tháng 10 năm 1923 - tháng 4 năm 1924, ông phục vụ trong DPU (Đảng Cộng sản Ukraina) với sự ủy quyền của bộ phận đặc biệt của DPU thuộc Sư đoàn 33 của Hồng quân Công Nông (РСЧА) thuộc Mặt trận phía Tây. Từ tháng 5 năm 1924 - tháng 12 năm 1926, ông là Trưởng Ban Bí thư Chính trị của Quân khu ủy Liên Xô của khu vực Đức Volga.
Từ tháng 12 năm 1926 - tháng 3 năm 1927, ông là Phó Tổng biên tập, và từ tháng 4 - tháng 12 năm 1927, Tổng biên tập tờ báo khu vực của nước Cộng hòa xã hội chủ nghĩa Xô viết tự trị thuộc vùng Volga "Trudovaya Pravda" ở Pokrovsk.
Tháng 12 năm 1927 - tháng 7 năm 1929: sinh viên khoa biên tập của Học viện Báo chí Nhà nước Cộng sản ở Moskva, nơi ông nhận bằng tốt nghiệp chuyên ngành báo chí.
Từ tháng 8 năm 1929 đến tháng 1 năm 1932: Tổng biên tập tờ báo khu vực Cộng hòa xã hội chủ nghĩa Xô viết tự trị vùng Volga "Sự thật lao động" ở Pokrovsk (Engelsi).
Tháng 2 năm 1932 - tháng 11 năm 1935: Bí thư thứ hai của Khu ủy Kalmyk của CPSU.
Tháng 1 năm 1936 - tháng 8 năm 1937: giảng viên, sau đó từ tháng 8 năm 1937 - tháng 1 năm 1938 là Phó Trưởng Ban quản lý các cơ quan đảng của Ban Chấp hành Trung ương Đảng.
Ngày 27 tháng 1 đến ngày 13 tháng 6 năm 1938: Quyền Bí thư thứ hai của Đảng Cộng sản Ukraina (CPU), từ ngày 18 tháng 6 năm 1938 đến ngày 9 tháng 9 năm 1941, ông giữ chức Bí thư thứ hai của Đảng. Từ ngày 27 tháng 1 năm 1938, ông là Ủy viên Bộ Chính trị Ban Chấp hành Trung ương Đảng.
Ngày 26 tháng 6 năm 1938, ông được bầu làm đại biểu Quốc hội Ukraina (Verkhovna Rada) của Liên Xô trong cuộc bầu cử đầu tiên của thành phố Vinnytsia của vùng Vinnytsia. Tại phiên họp đầu tiên của Verkhovna Rada đầu tiên được bầu của Liên Xô vào ngày 25 tháng 7 năm 1938, ông được bầu làm Chủ tịch Xô viết tối cao của (Cộng hòa xã hội chủ nghĩa Xô viết Ukraina).

## Thế chiến thứ hai và cái chết
Ngay từ khi Chiến tranh Đức-Xô nổ ra, ông đã tham gia vào việc tổ chức các đơn vị phá hoại ở sau lưng chiến tuyến quân Đức tại Ukraina. Tháng 8 năm 1941, ông được chỉ định làm Ủy viên Hội đồng quân sự Phương diện quân Tây Nam. Cùng với nhiều thành viên của bộ chỉ huy phương diện quân, ông đã bị quân Đức bao vây trong quá trình bảo vệ Kiev. Ông hy sinh ngày 20 tháng 9 năm 1941 tại làng Shumeykove gần làng Iskivtsi thuộc huyện Lokhvytsky, vùng Poltava, trong khi nỗ lực cố gắng thoát khỏi vòng vây của kẻ thù.

## Giải thưởng và danh hiệu
- Huân chương Lenin (2 tháng 2 năm 1939)
- Huân chương Chiến tranh Vệ quốc hạng 1 (truy tặng)